# Romain (Meurthe-et-Moselle)
Romain é uma comuna francesa na região administrativa de Grande Leste, no departamento de Meurthe-et-Moselle. Estende-se por uma área de 3,15 km². Em 2010 a comuna tinha 70 habitantes (densidade: 22,2 hab./km²).